# Плотников, Алексей Иванович
Алексе́й Ива́нович Пло́тников (род. 10 декабря 1976) — российский футболист, вратарь.
Выступал в третьей российской лиге за московские команды «Смена» (1995—1996) и «Рода» (1997). В 2001 году играл в первенстве КФК за «Шатуру» — три матча и в чемпионате Армении за «Мику» Аштрак — один пропущенный гол в одном матче.